# Bradford (Arkansas)
Pour les articles homonymes, voir Bradford (homonymie).
Bradford est une municipalité située dans l’État américain de l'Arkansas, dans le comté de White.